# Cumaragupta III
Cumaragupta III ou Kumaragupta III foi o nono monarca do Império Gupta, dinastia que se estendeu num período de tempo entre o ano de 240 e o ano 550. Governou entre 530 e 540. Foi antecedido no trono por Narasimagupta e sucedido por Vixnugupta.